# 郭鳴高
郭鳴高（1774年—1842年），乳名憲，字行祥，號懷莪，又號蔼士，福建德化縣駟高人，清朝政治人物、同進士出身。

## 生平
嘉慶二十四年（1819年）登進士，授吏部主事，后官至吏部員外郎、監察御史，調任貴州思南府知府，著有《经史印示儿浅说》及《虫鸟吟诗稿》。